# Aleksander Zarzycki

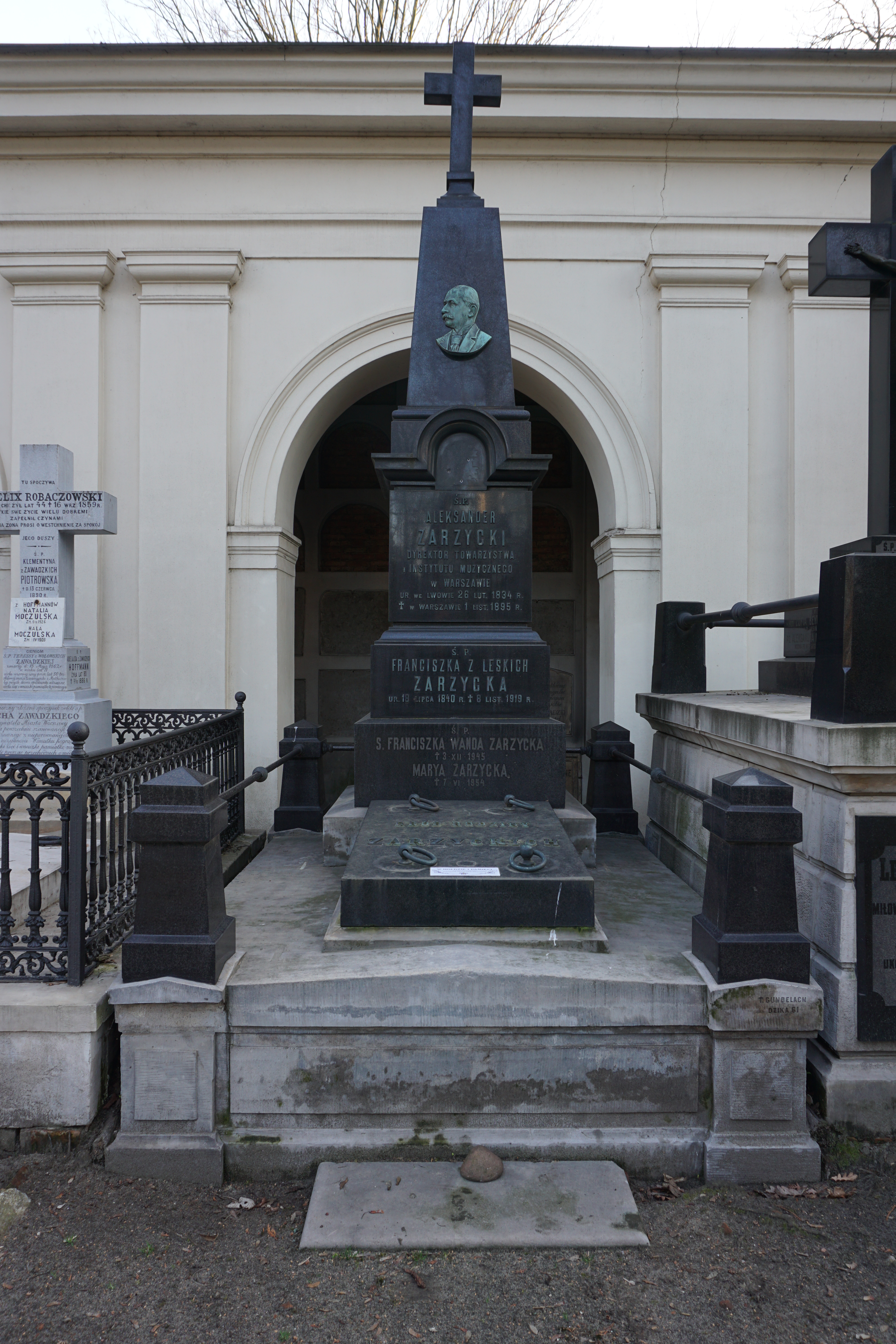
Grób Aleksandra Zarzyckiego na cmentarzu Powązkowskim

Aleksander Zarzycki (ur. 26 lutego 1834 we Lwowie, zm. 1 listopada 1895 w Warszawie) – polski pianista, kompozytor, dyrygent i pedagog.

## Życiorys
Po ukończeniu gimnazjum w Samborze rozpoczął naukę gry na fortepianie we Lwowie m.in. u Josepha Christopha Kesslera, później studiował w Berlinie u R. Violego. Następnie od 1857 roku uczył się prywatnie w Paryżu u Napoléona-Henri Rebera, a kontynuował w Lipsku pod kierunkiem Carla Reineckego. Jako pianista debiutował w Paryżu 30 marca 1860 roku. Później koncertował m.in. w Koblencji, Wiesbaden, Dreźnie, Lipsku, Bonn, Kolonii, Wrocławiu, Poznaniu, Londynie i Wiedniu. Na przełomie 1875 i 1876 osiadł w Warszawie.
Był współzałożycielem i pierwszym dyrektorem artystycznym Warszawskiego Towarzystwa Muzycznego (1871–1875). W latach 1879–1892 dyrygował chórem i orkiestrą katedry św. Jana w Warszawie. Po śmierci Apolinarego Kątskiego w 1879 został powołany na dyrektora warszawskiego Instytutu Muzycznego, które to stanowisko piastował przez 9 lat. Pozyskał dla uczelni jako wykładowców Ignacego Jana Paderewskiego i Stanisława Barcewicza. Sam prowadził „ćwiczenia zbiorowe muzyki”, szkolną orkiestrę i krótko klasę wyższą fortepianu. Wobec restrykcyjnych działań władz rosyjskich zmierzających do rusyfikacji uczelni, w 1888 ustąpił ze stanowiska. Mimo poważnej choroby poświęcił się komponowaniu, nadal też koncertował, często przeznaczając dochód na cele dobroczynne . Ostatni koncert dał w sali Ratusza w Warszawie w marcu 1895. Pochowany został na cmentarzu Powązkowskim (kwatera Pod katakumbami-1-71/72).

## Twórczość
Jako kompozytor Zarzycki nie wniósł trwałych wartości do muzyki polskiej. Jego artystycznie nierówne kompozycje budziły sprzeczne opinie krytyków. W utworach instrumentalnych, będących w większości miniaturami w stylu salonowym, łatwo zauważyć wpływy Chopina, zwłaszcza w sposobie wykorzystania harmonii i faktury. Jego pieśni, stanowiące najbardziej wartościową część spuścizny, naśladują styl moniuszkowski, głównie w śpiewnikach op. 13 i op. 14, wzorowanych na Śpiewnikach domowych Moniuszki.

## Wybrane kompozycje
(na podstawie materiałów źródłowych)
- Grande polonaise Es-dur op. 7, na fortepian i orkiestrę (1860), wyd. Lipsk, ok. 1865
- Koncert fortepianowy As-dur op. 17 (1860), wyd. Berlin, ok. 1868
- Suita polska op. 37, wyd. Berlin, 1893
- Romance E-dur op. 16, na skrzypce i kwartet dęty, wyd. Berlin, 1875
- Polonez A-dur op. 23, na skrzypce i orkiestrę lub fortepian (1876), wyd. Berlin, ok. 1876
- Mazurek G-dur op. 26, na skrzypce i fortepian, wyd. Berlin, 1884
- Introdukcja i Krakowiak D-dur op. 35, na skrzypce i orkiestrę lub fortepian (1895)
- Mazurek E-dur op. 39, na skrzypce i fortepian, wyd. Berlin, ok. 1895
- miniatury fortepianowe – Barkarola, mazurki, nokturny, polonezy, walce
- pieśni